# География Нигера

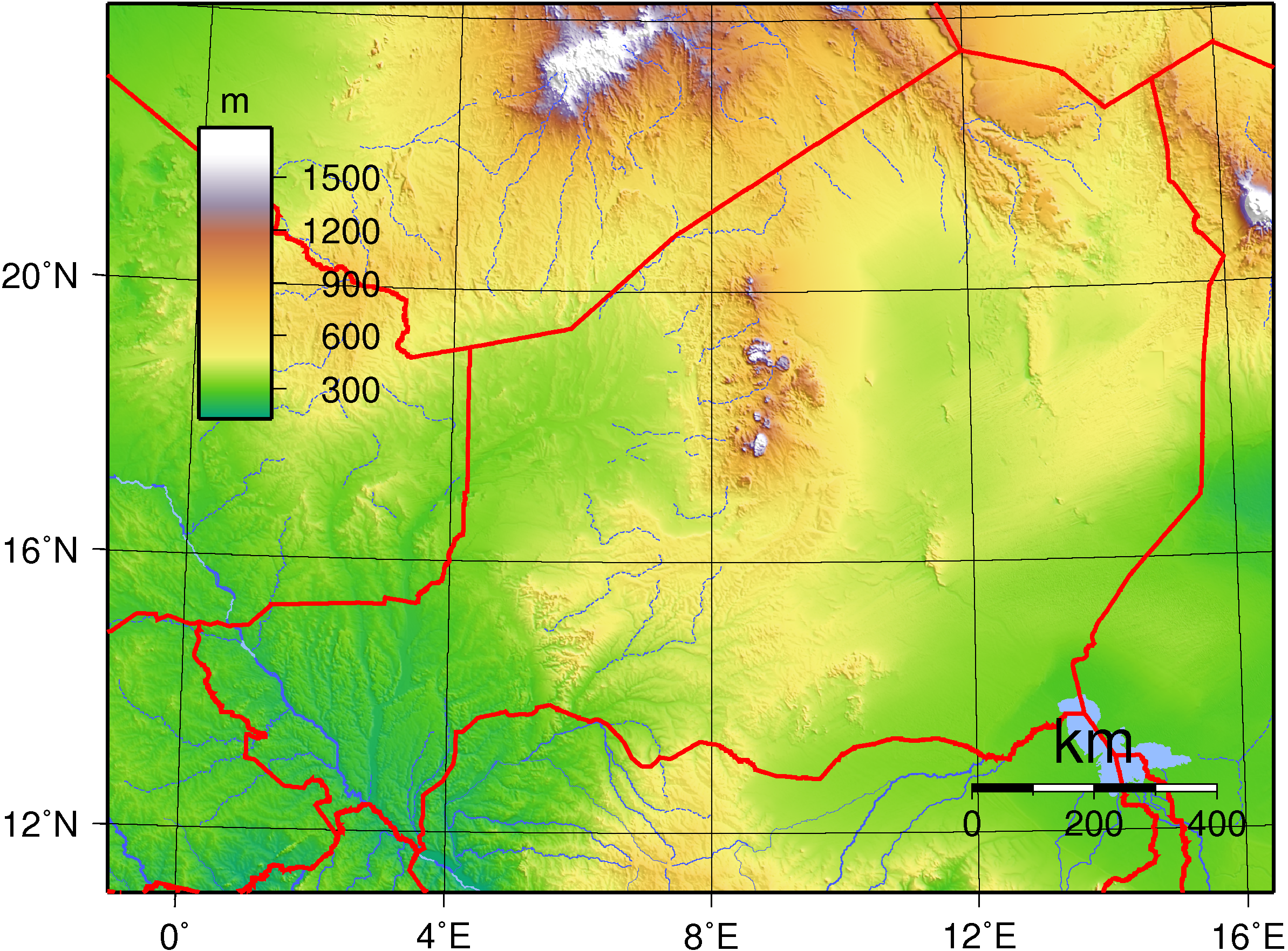
Topography of Niger

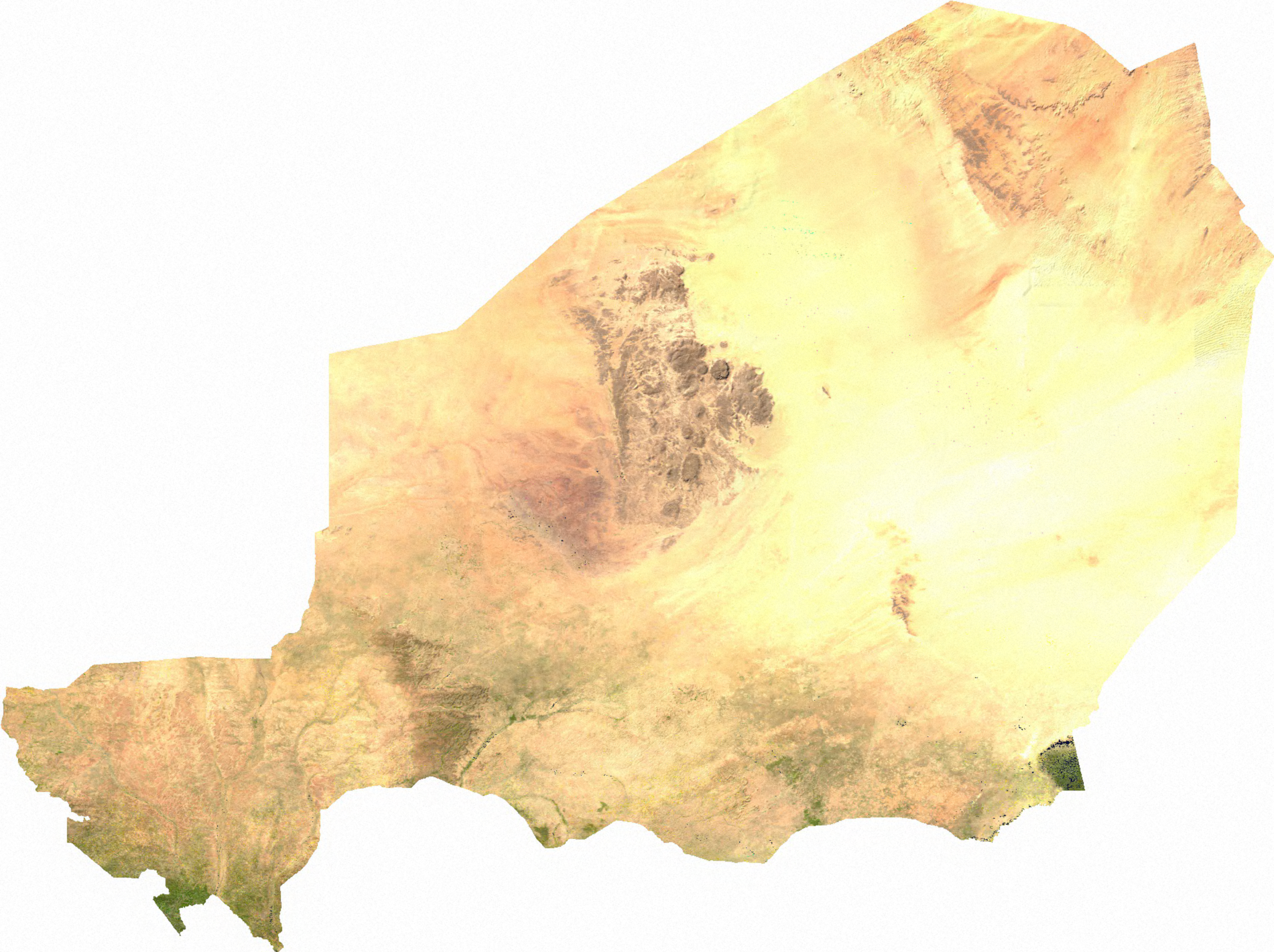
Вид Нигера из космоса

Нигер расположен в Западной Африке и занимает площадь 1.267.000 км². По размерам Республика Нигер одна из крупнейших западноафриканских государств. Нигер не имеет выхода к морю. Самая высокая точка — Идукальн-Тагес 2022 м. Большая часть территории Нигера расположена в пустыне Сахара. В зоне пустынь находится 3 / 4 территории Нигера и лишь 1 / 4 — в зоне саванн.
Общая длина государственной границы составляет 5.697 км: с Алжиром — 956 км, Бенином — 266 км, Буркина-Фасо — 628 км, Чад — 1.175 км, Ливией — 354 км, Мали — 821 км, Нигерией — 1.497 км.

## Природные условия
В рельефе страны преобладают равнины с высотами 300—500 м над уровнем моря. На северо-западе расположен массив Аир — система разновысотных плато. Восточная часть Аира круто обрывается к огромной песчаной пустыне Тенере, площадью около 400 тыс. км². На северо-востоке находится обрывистая местность Кауар. Северная часть страны занята высокими каменистыми плато. На юге страны — плато, сложенное суглинками, плотными латеритными песками, местами песчаниками.
Особый природный район страны образует долина реки Нигер (на юго-западе страны) — там наиболее благоприятные условия для жизни, поскольку есть вода.
В целом Нигер — одна из самых жарких стран мира. В течение всего года полуденная жара не менее +30°, минимальная температура +8°.

## Ископаемые ресурсы
Недра страны содержат запасы урана, олова, угля, железной руды, фосфатов, золота, молибдена, нефти.

## Флора и фауна

### Растительный мир
В зоне пустынь и полупустынь растительный покров крайне разрежён. В оазисах востока страны растут финиковые пальмы. В долинах плато Аир благодаря близости грунтовых вод и временным водотокам растительность более обильна, присутствуют высокие травы, деревья более многочисленны. Флора саванн представлена разнообразными акациями, низкорослыми дикими злаками, полынью. Травы и кустарники являются основным кормом для верблюдов, овец и коз. Большинство деревьев и кустарников саванны теряет листву в начале сухого сезона.
В период дождей саванна покрывается быстрорастущей травой высотой до двух метров: бородачом и слоновой травой. Растительность полупустынь сильно страдает от выпаса скота и вырубки на топливо. Юг саванны лучше орошается в сезон дождей, поэтому растительность здесь обильнее: растут дерево ним, завезённое из Индии, сейба, или хлопковое дерево, баобабы, ши. Наиболее богата и разнообразна флора берегов реки Нигер. Из деревьев здесь растут манго и папайи, дающие сочные плоды, акации и пальмы. В пойме реки растёт бамбук.

### Животный мир
Север и центр (пустынная территория Сахары и полупустынная Сахель южнее). Тут водятся: много одногорбых верблюдов дромадеров, антилопа аддакс, газель-доркас, краснолобая газель и газель-дама, песчаная газель, сахельские гепарды, полосатые гиены, лисы фенек и зайцы; среди птиц: ибис-хагедаш, гуси и утки. Также, гекконы, вараны, и насекомые: москиты, саранча и термиты.
Юго-запад и край юго-востока (саванны и берега реки Нигер и озера Чад). Есть два стада саванных слонов, небольшая популяция западноафриканских львов, гепард, пятнистая гиена, антилопы: лошадиная и сахарский орикс, краснолобая газель, леопард, сервал, бородавочник, не большие стада чёрных буйволов и  западноафриканских жирафов в Куре, есть изолировав крошечная популяция коб, водяные козлы, трубкозубы и павиан анубис, мартышки: танталусская и мартышка-гусар.
В реке Нигер водятся нильские крокодилы, много бегемотов и много разной рыбы, а также птицы: фламинго, ирозовоспинные, а в сезоны миграции, и розовые пеликаны. Также, с птиц встречаются: белоголовый сип, серебристый орёл, коршуны, утки, гуси, кулики, чёрная цапля,  журавли, ибисы, белобрюхий аист, африканский марабу, фиолетовый турако, птица-секретарь.
Рептилии: крокодилы, гекконы, нильские вараны, черепахи. Насекомые: москиты, саранча, термиты, а также муха цеце.
См. также: трансграничный биосферный резерват Дубль-Ве. 

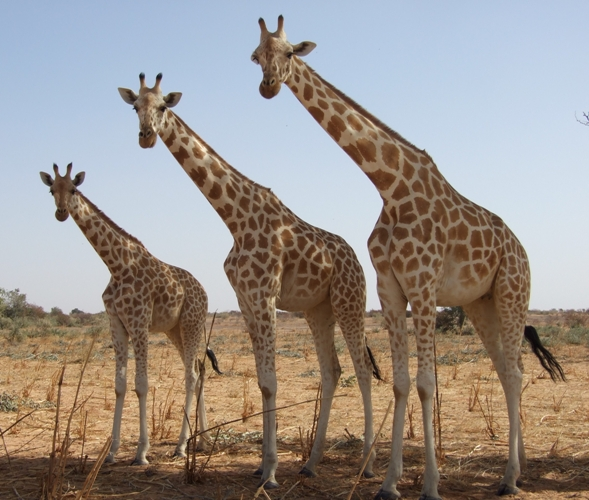
Группа западноафриканских жирафов.

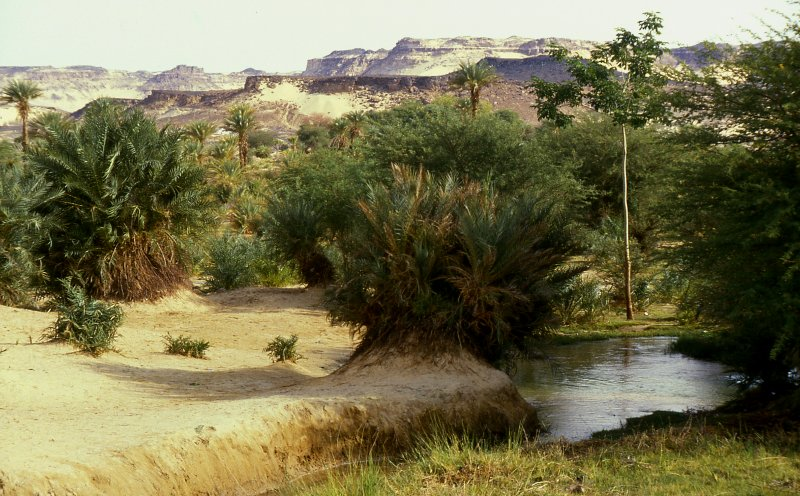
Оазис в Билме, Нигер.

## Примечание
1. ↑  EurActiv, part of the Guardian development network. France backs Niger in talks with Areva over uranium mining (англ.). the Guardian (6 февраля 2014). Дата обращения: 29 августа 2022. Архивировано 29 августа 2022 года.
2. 1 2  International Minerals Statistics and Information | U.S. Geological Survey. www.usgs.gov. Дата обращения: 29 августа 2022. Архивировано 31 августа 2022 года.
3. ↑  Coal the new weapon to stop desert advance (англ.). The New Humanitarian (1 июля 2004). Дата обращения: 29 августа 2022. Архивировано 29 августа 2022 года.
4. ↑  "CROSS-BORDER DIARIES" (англ.). Дата обращения: 29 августа 2022. Архивировано 28 августа 2022 года.
5. ↑  Semafo up 4% after tracing new trend over 10 kilometers in Niger (амер. англ.). MINING.COM (19 июня 2012). Дата обращения: 29 августа 2022. Архивировано 29 августа 2022 года.
6. ↑  "As refinery opens, Niger joins club of oil producers" (англ.). 28 November 2011. Retrieved 9 February 2014.
7. 1 2  Республика Нигер
8. ↑  UNESCO World Heritage Centre. Air and TÉnÉrÉ Natural Reserves (англ.). UNESCO World Heritage Centre. Дата обращения: 29 августа 2022. Архивировано 29 августа 2022 года.
9. ↑  "Addax nasomaculatus" (англ.). Дата обращения: 29 августа 2022. Архивировано 14 октября 2018 года.
10. ↑  IUCN Red List maps. Explore and discover Red List species ranges and observations. Дата обращения: 29 августа 2022. Архивировано 8 марта 2014 года.
11. 1 2 3 4  C.Michael Hogan. 2009
12. ↑  Ареал африканского льва
13. ↑  Ареал гиены
14. ↑  Image - Scimitar-horned oryx - Scimitar-horned oryx - Oryx dammah - ARKive. web.archive.org (26 октября 2008). Дата обращения: 29 августа 2022. Архивировано из оригинала 26 октября 2008 года.
15. 1 2  Frances Clarke. Hogan, Michael // Dictionary of Irish Biography. — Royal Irish Academy, 2009-10-01.
16. ↑  Galadima, Mariama. "Le Sanctuaire des Girafes" (англ.). Centre d'Echange d'Informations sur la Biodiversité du Niger (16 июля 2008). Дата обращения: 29 августа 2022. Архивировано 17 декабря 2019 года.
17. ↑  Ареал и районы миграции розового пеликана
18. ↑  Violet Turaco Musophaga violacea (англ.). Дата обращения: 29 августа 2022. Архивировано 12 мая 2021 года.